# Pirata nanatus
Pirata nanatus este o specie de păianjeni din genul Pirata, familia Lycosidae, descrisă de Gertsch, 1940. Conform Catalogue of Life specia Pirata nanatus nu are subspecii cunoscute.